# Léon Hennique
Pour les articles homonymes, voir Hennique.
Léon Hennique, né à Basse-Terre (Guadeloupe) le 4 novembre 1850 et mort à Paris 16e le 25 décembre 1935, est un romancier naturaliste, auteur dramatique et scénariste français. Il est enterré à Ribemont.

## Biographie
Fils du général de brigade Privat François Agathon Hennique et frère de Privat Agathon Benjamin Arthur Hennique (1844-1916), capitaine de vaisseau de la Marine nationale et d'Agathon Nicolas Ernest Auguste Hennique (1845-1891), capitaine de l'infanterie de marine, Hubert Florimond Antoine Léon Hennique étudie la peinture mais se consacre après la guerre de 1870 à la littérature. Ami d'Émile Zola, il s'en détache au moment de l'affaire Dreyfus. Vers 1880, il s'installe dans l'actuel musée Condorcet de la ville de Ribemont où il reçoit ses contemporains.
Guy de Maupassant lui a dédié la nouvelle La Rempailleuse.
Exécuteur testamentaire et colégataire avec Alphonse Daudet d'Edmond de Goncourt, il s'occupa activement de la fondation de l'Académie Goncourt, dont il assuma la présidence de 1907 à 1912.
Il contribua, avec L'Affaire du grand 7, aux Soirées de Médan (1880).
Il fut nommé chevalier de la Légion d'honneur en 1895, promu officier en 1908 et commandeur en 1932. À chaque grade, il se fit décorer par un membre de l'Académie Goncourt : par Alphonse Daudet le 27 janvier 1895, par Gustave Geffroy le 5 février 1908, par Pol Neveux le 7 mars 1932.

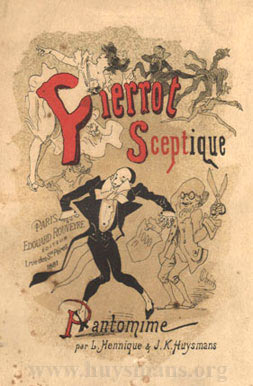
Affiche de Pierrot sceptique,
pantomime par Léon Hennique
et Joris-Karl Huysmans (1881).

Il est le père de la poétesse symboliste Nicolette Hennique.

## Distinctions
- Commandeur de la Légion d'honneur (1932)

## Œuvres

### Romans
- La Dévouée : les héros modernes, Paris, G. Charpentier (1878, lire en ligne)
- Elisabeth Couronneau, Paris, E. Dentu (1879)
- Deux nouvelles, Bruxelles, Éditions Henry Kistemaeckers, 1881, 138 p.   (Wikisource) — Contient : Les Funérailles de Francine Cloarec ; Benjamin Rozes.
- L'Accident de M. Hébert, Paris, G. Charpentier (1884)
- Pœuf, Paris, Tresse et Stock (1887)
- Un caractère, Paris, Tresse et Stock, roman spirite (1889) Texte en ligne
- Un Caractère (1889), Présentation de M.-F. de Palacio, Editions du 26 octobre, 2022. https://editions-du-26-octobre.com/catalogue-general/un-caractere-leon-hennique
- Minnie Brandon, Paris, Charpentier et Fasquelle (1899)

### Théâtre
- L'Empereur Dassoucy, comédie en 3 actes, avec Georges Godde, Paris, Théâtre de Cluny, 2 mars 1879.
- Pierrot sceptique, pantomime, avec Joris-Karl Huysmans (1881). Texte en ligne
- Jacques Damour, pièce en un acte tirée de la nouvelle d'Émile Zola, Paris, Théatre-Libre, 30 mars 1887, puis Paris, Théâtre de l'Odéon, 22 septembre 1887.
- Esther Brandès, pièce en 3 actes (1887)
- La Mort du duc d'Enghien, en trois tableaux, Paris, Théâtre-Libre, 10 décembre 1888. Texte en ligne
- Amour, drame historique (1890)
- La Menteuse, pièce en 3 actes, avec Alphonse Daudet, Paris, Théâtre du Gymnase, 4 février 1892
- L'Argent d'autrui, comédie en 5 actes, Paris, Théâtre de l'Odéon, 9 février 1893.
- Deux Patries, drame en 5 tableaux, dont un prologue, Paris, Théâtre de l'Ambigu-Comique, 16 mars 1895.
- La Petite Paroisse (1895), pièce en 4 actes et 6 tableaux, avec Alphonse Daudet, Théâtre Antoine, 21 janvier 1901
- Jarnac, drame historique en 5 actes, avec Johannès Gravier, Paris, Théâtre de l'Odéon, 17 novembre 1909.
- Whisky (1929), d'après son roman Minnie Brandon, avec Edmond Guiraud

## Filmographie partielle
- 1911 : Les Deux Chemins (ou Les Deux Sœurs) d'Albert Capellani